# 49er FX
Le 49er FX est une classe de dériveur léger, de type skiff conçue en 2012 par les chantiers Mackey Boats sur la base du 49er afin de l'adapter au poids des équipages féminins.

## Conception
Le 49er FX a été choisi par l'ISAF le 4 mai 2012 comme skiff à deux équipières pour les Jeux olympiques de 2016 après un vote destiné à départager les trois finalistes, le RS900, le 29er XX et le 49er FX.
La conception du 49er FX a été menée par les chantiers Mackey Boats dans le but de l'optimiser pour un équipage de 120 kg. Pour ce faire la hauteur du mât a été réduite, la longueur de la tête de la grand-voile « à corne » a été augmentée, le depowering (relâchement de la puissance de la voilure) pouvant se réaliser aux mêmes vitesses de vent que pour un équipage masculin de 140 kg sur le 49er. Le gennaker, également modifié, a été aplati.

## Caractéristiques
La coque, les ailerons de rappel, les appendices et l'accastillage sont identiques à ceux du 49er. Les deux éléments du mât ont été raccourcis d'environ 45 cm par rapport au 49er. Le foc est légèrement plus petit, ainsi que le gennaker. La grand-voile comporte une latte en moins.

## Compétitions
Les championnats du monde de 49er ont lieu annuellement depuis 1997 et le 49er FX y est ajouté au programme depuis 2013.